# Brezje pri Dobjem
Brezje pri Dobjem – wieś w Słowenii, w gminie Dobje. W 2018 roku liczyła 85 mieszkańców.